# گیاه‌پارچ گینه‌نو
گیاه‌پارچ گینه‌نو (نام علمی: Nepenthes neoguineensis)، یک گونه از سرده گیاه‌پارچ‌ها است.